# Посёлок Строителей (Ставропольский край)
Посёлок Строителей (до 2021 года — СМП-169) — населённый пункт в Будённовском районе (муниципальном округе) Ставропольского края России. Выделен в пределах жилой застройки строительно-монтажного поезда-169.

## География
Находится на южной границе города Будённовска.

## История
До 16 марта 2020 года посёлок СМП-169 выделялся в составе сельского поселения Орловский сельсовет.
Постановлением Думы Ставропольского края от 25 февраля 2021 года, было одобрено предложение о присвоении наименования «Строителей» сельскому населённому пункту — посёлку, созданному в границах жилой застройки Строительно-монтажного поезда-169 (СМП-169). Изменения в реестр административно-территориальных единиц и территориальных единиц Ставропольского края внесены Постановлением Правительства Ставропольского края от 16 июля 2021 года.